# Chorzów Batory

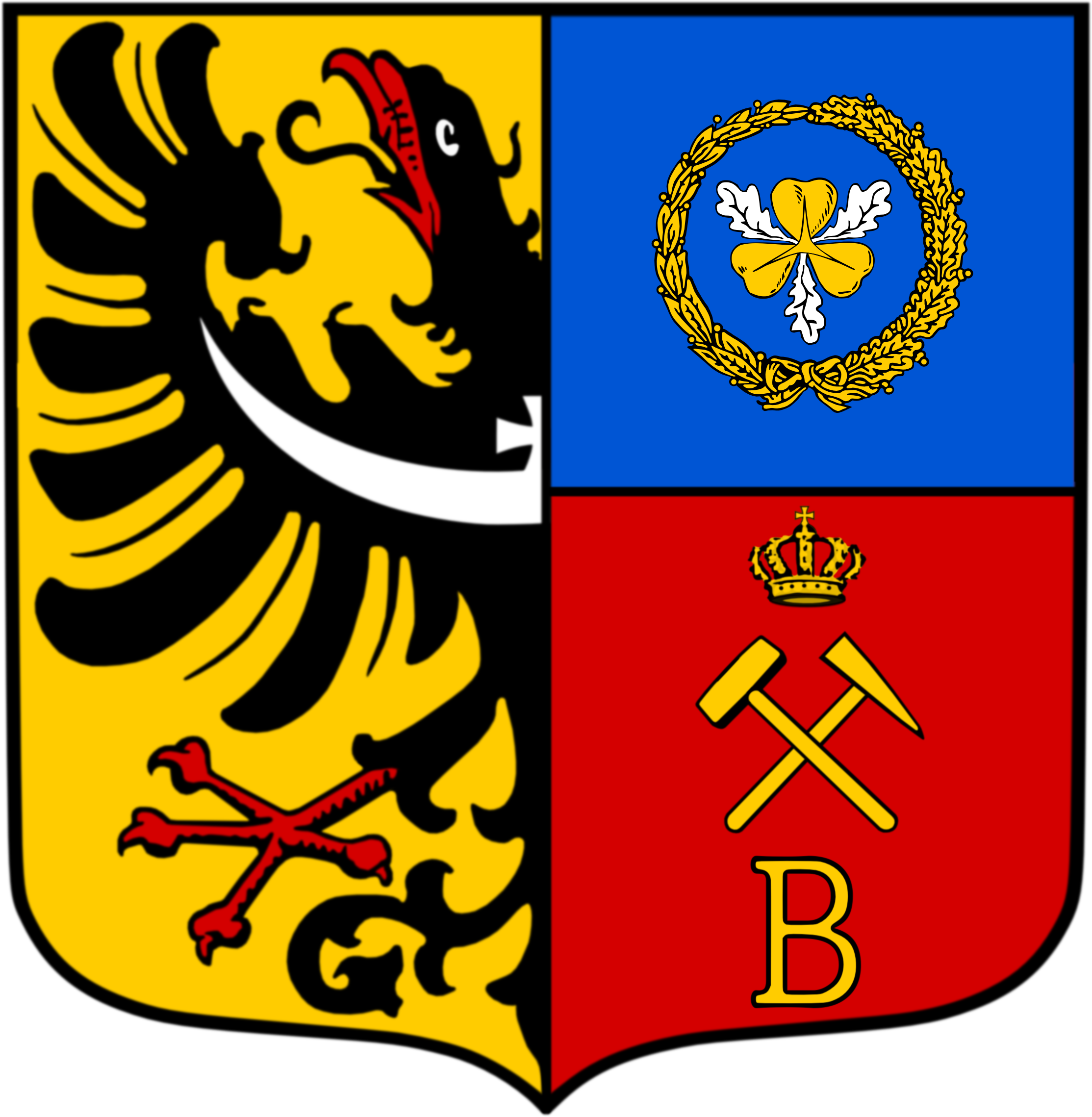
Wappen der Gemeinde Bismarckhütte

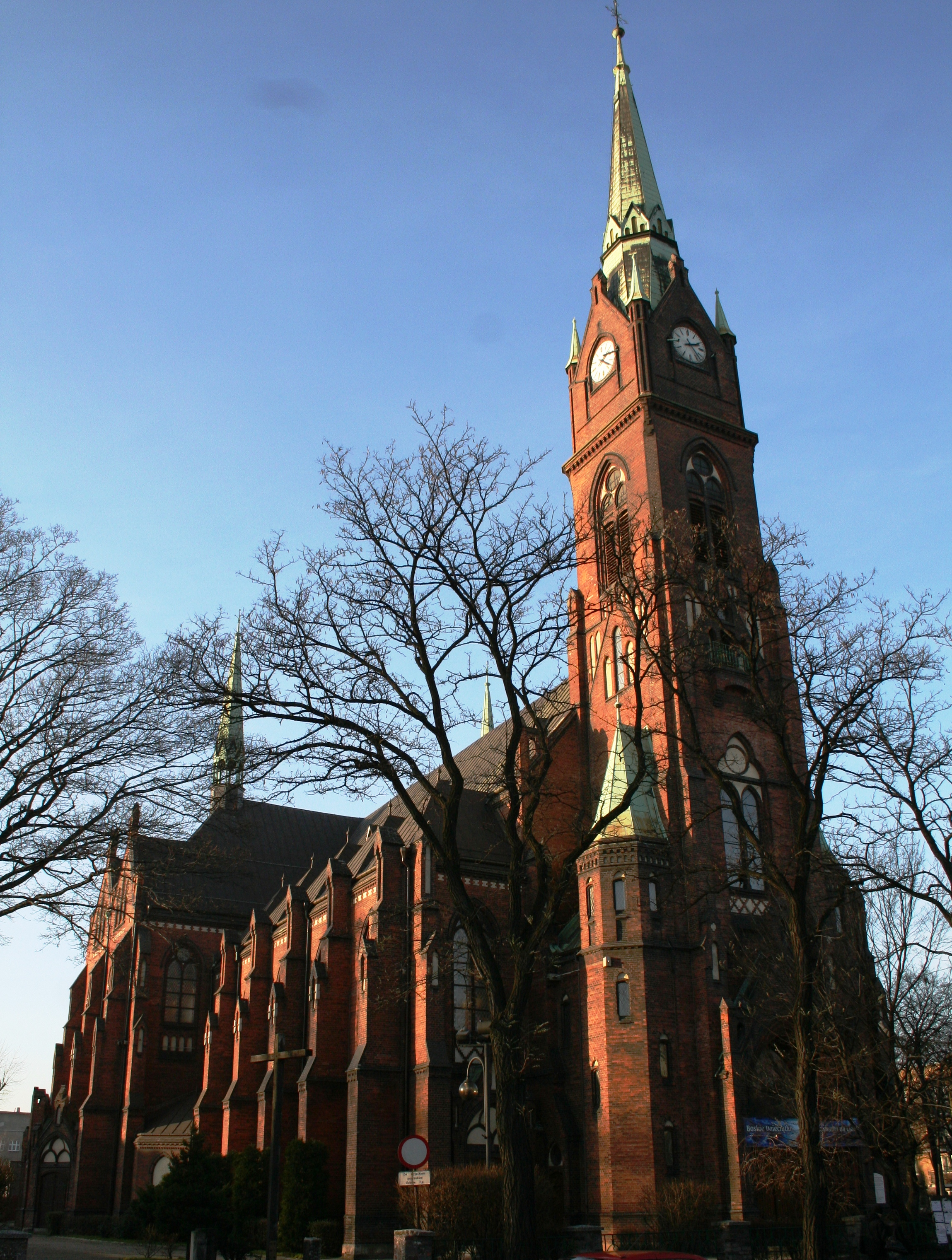
Mariä-Himmelfahrt-Kirche

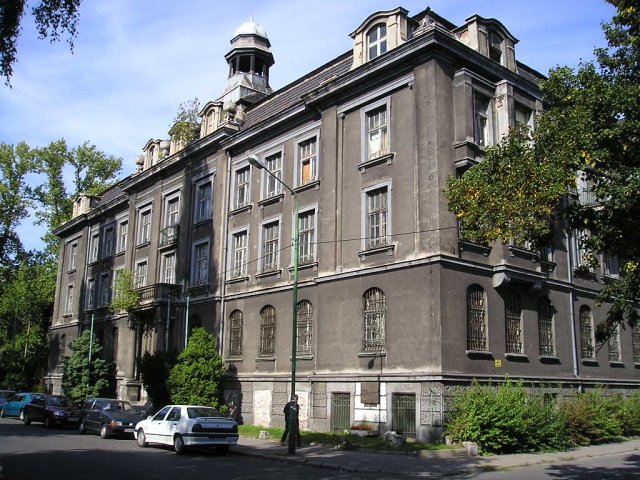
Ehemaliges Rathaus in Bismarckhütte

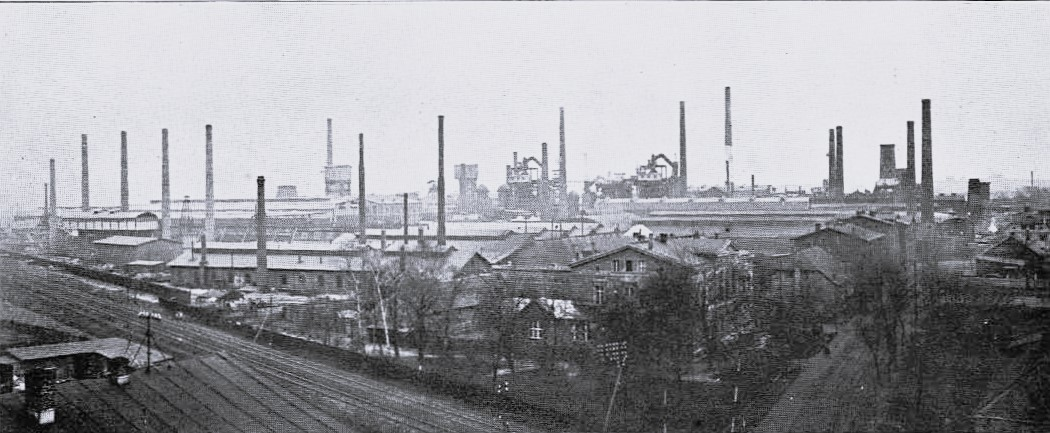
Bismarckhütte im Jahr 1908

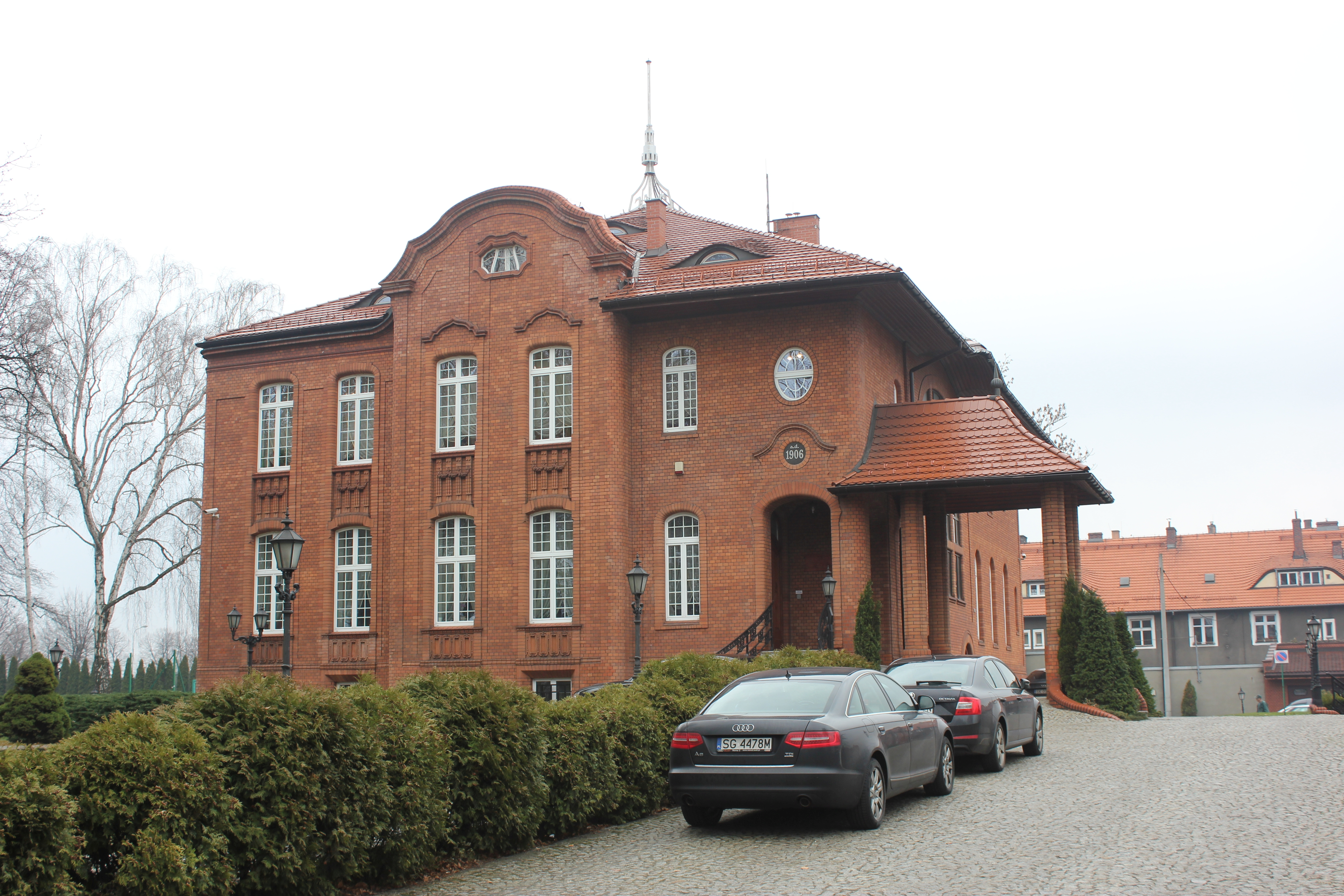
Direktorenvilla der Hütte „Bismarck“

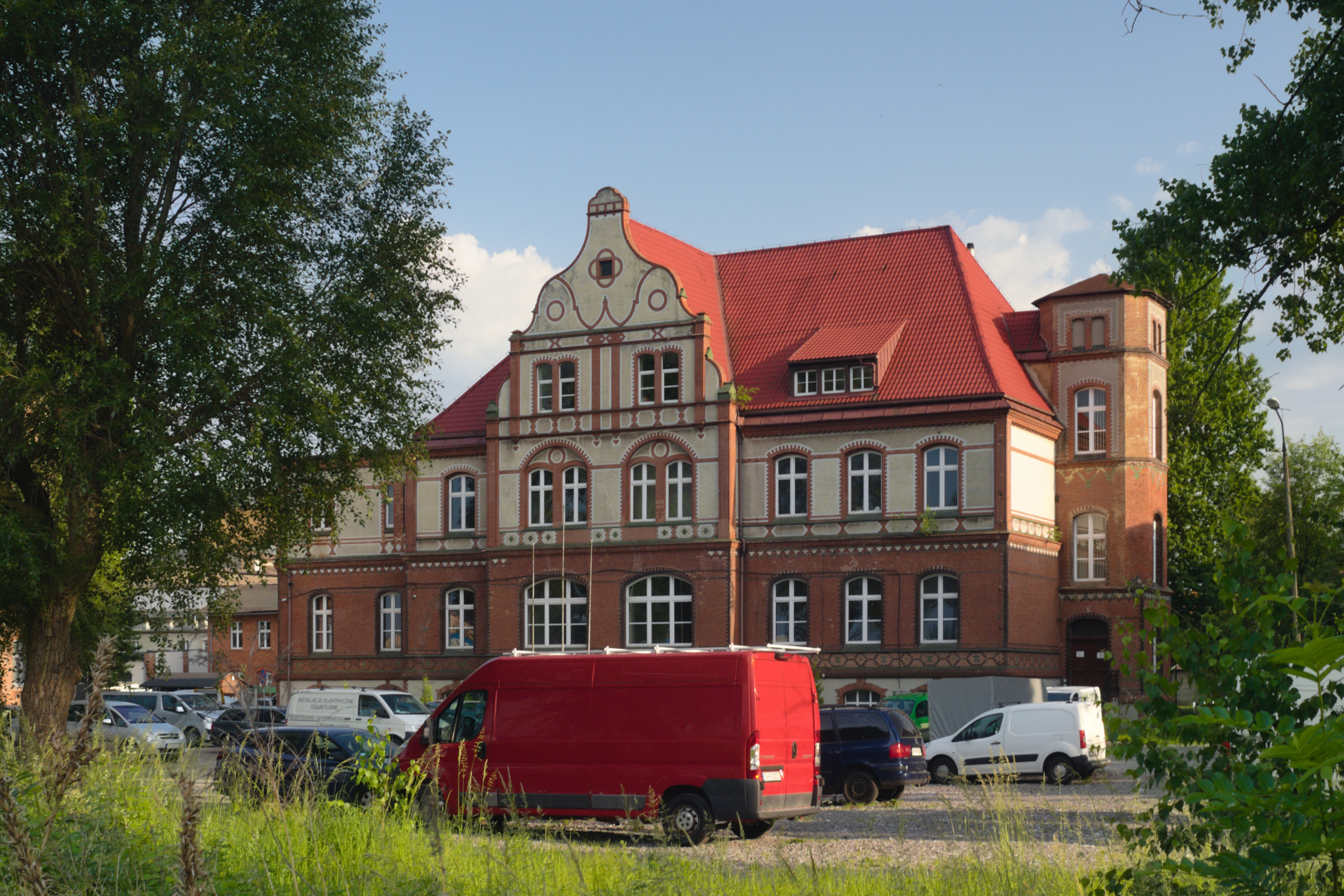
Frühere Direktion der Teerfabrik

Chorzów Batory (deutsch bis 1922 Bismarckhütte, 1941–1945 Königshütte-Bismarck) ist ein Stadtteil von Chorzów (Königshütte). Die Gemeinde Bismarckhütte war eine 1903 errichtete und 1922 wieder aufgelöste Gemeinde im Landkreis Beuthen.

## Geschichte
Das Hüttenwerk Bismarckhütte wurde am 23. September 1872 durch ein Vorgängerunternehmen der Kattowitzer AG für Bergbau und Eisenhüttenbetrieb gegründet.
Die Gemeinde Bismarckhütte entstand durch staatliche Verordnung am 1. April 1903 aus den Gemeinden Ober- und Niederheiduk. Sie zählte 1910 22.687 Einwohner.
Emil Possehl aus Lübeck war der alleinige Lieferant Oberschlesiens mit geeigneten schwedischen Erzen für die Schwerindustrie.
Nach dem Ersten Weltkrieg ging die Bismarckhütte mit ihrem Blechwalzwerk (einem der seinerzeit leistungsfähigsten Deutschlands) eine Interessengemeinschaft mit dem lübeckischen Unternehmen Stanz- und Emaillierwerk vormals Carl Thiel & Söhne AG ein. Die Leistungsfähigkeit des Lübecker Werks wurde so weit erhöht, dass es über den eigenen Bedarf hinaus produzierte und auch andere Emaillierwerke seiner Stadt mit den erforderlichen Rohwaren versorgte.
Bei der Volksabstimmung in Oberschlesien am 20. März 1921 stimmten 8347 Wahlberechtigte (64,2 %) für einen Verbleib bei Deutschland und 4654 Wahlberechtigte (35,8 %) für Polen. Trotzdem wurde Bismarckhütte durch die Teilung Oberschlesiens 1922 dem polnischen Ostoberschlesien zugeteilt. Am 19. Juni 1922 wurde die Gemeinde Bismarckhütte aufgelöst. 1933 wurde die Hütte in Huta Batory umbenannt.

## Sehenswürdigkeiten

### Kirchen
Die katholische Pfarrkirche St. Maria Himmelfahrt (polnisch Parafia Wniebowzięcia Najświętszej Maryi Panny w Chorzowie Batorym) wurde 1889–1892 nach Entwurf des Architekten Ludwig Schneider im Stil der Neugotik errichtet. Es ist eine Hallenkirche aus Backstein mit Langhaus und Querschiff sowie Sakristei, Musikempore und Kapellen in der Vierung. Anfang des 20. Jahrhunderts erhielt die Kirche eine stilgleiche Innenausstattung. Der Hauptaltar enthält Gemälde des Hl. Michael sowie der Verkündigung Mariä und der Mariä Heimsuchung.

### Öffentliche Gebäude
Das Rathaus (Ratusz) wurde 1910 im Stil des Neobarock errichtet. Es liegt heute in der ul. Ratuszowa 3.

### Industriegebäude
Rudolf Rütgers Chemische Fabrik für Theerprodukte (Zakłady Koksochemiczne Hajduki beziehungsweise Zakłady Chemiczne Hajduki) wurde 1888 als Privatunternehmen gegründet und 1945 verstaatlicht. 2012 wurde die Produktion eingestellt. Zu Zeiten der Volksrepublik Polen war die Firma einer der beiden größten Benzolproduzenten Polens und auch einer der umweltschädlichsten heimischen Betriebe.

### Wohnhäuser
Die Direktorenvilla der Bismarckhütte wurde 1906 vom Bauunternehmer Ignatz Grünfeld errichtet. Der Backsteinbau im Jugendstil hat ein Walmdach, abgerundete Giebel, eine Loggia und einen Vorbau. Auf letzterem finden wir ein Flachrelief, das die Apotheose der Metallurgie darstellt. Das Innere sind eine mit dunkler Täfelung verkleidete und mit Stuck verzierte zweistöckige Halle sowie ein Buntglasfenster, das eigens aus der amerikanischen Tiffany-Fabrik nach Kattowitz gebracht wurde. Ryszard Schein war der Schöpfer der Glasmalerei, die Pflanzen, Vögel und das Fragment einer Landschaft darstellt. Die Umgebung der Villa wurde rekonstruiert – hinter dem Zaun sieht man zum Beispiel zwei Brunnen und ein Gärtnerhaus, das in eine Garage umgewandelt wurde; dazu kommen zahlreiche alte Bäume.

## Verkehr
Im Bahnhof Chorzów Batory zweigt die Bahnstrecke Chorzów–Tczew von der Bahnstrecke Katowice–Legnica ab.

## Söhne und Töchter des Ortes
- Jupp Kotalla (1908–1979), SS-Mitglied und Kriegsverbrecher
- Leo Gburek (1910–1941), Geophysiker
- Hans Wolf Muschallik (1911–1995), Internist und ärztlicher Standespolitiker
- Gerhard Wodarz (1913–1982), deutsch-polnischer Fußballspieler
- Peter Brock (1916–1982), Schriftsteller
- Karl Fischer (1921–2019), Illustrator und Graphiker
- Walter Brom (1921–1968), deutsch-polnischer Fußballspieler
- Henryk Nowara (1924–2001), Boxer und Boxtrainer
- Gerard Cieślik (1927–2013), Fußballspieler